# کونگ

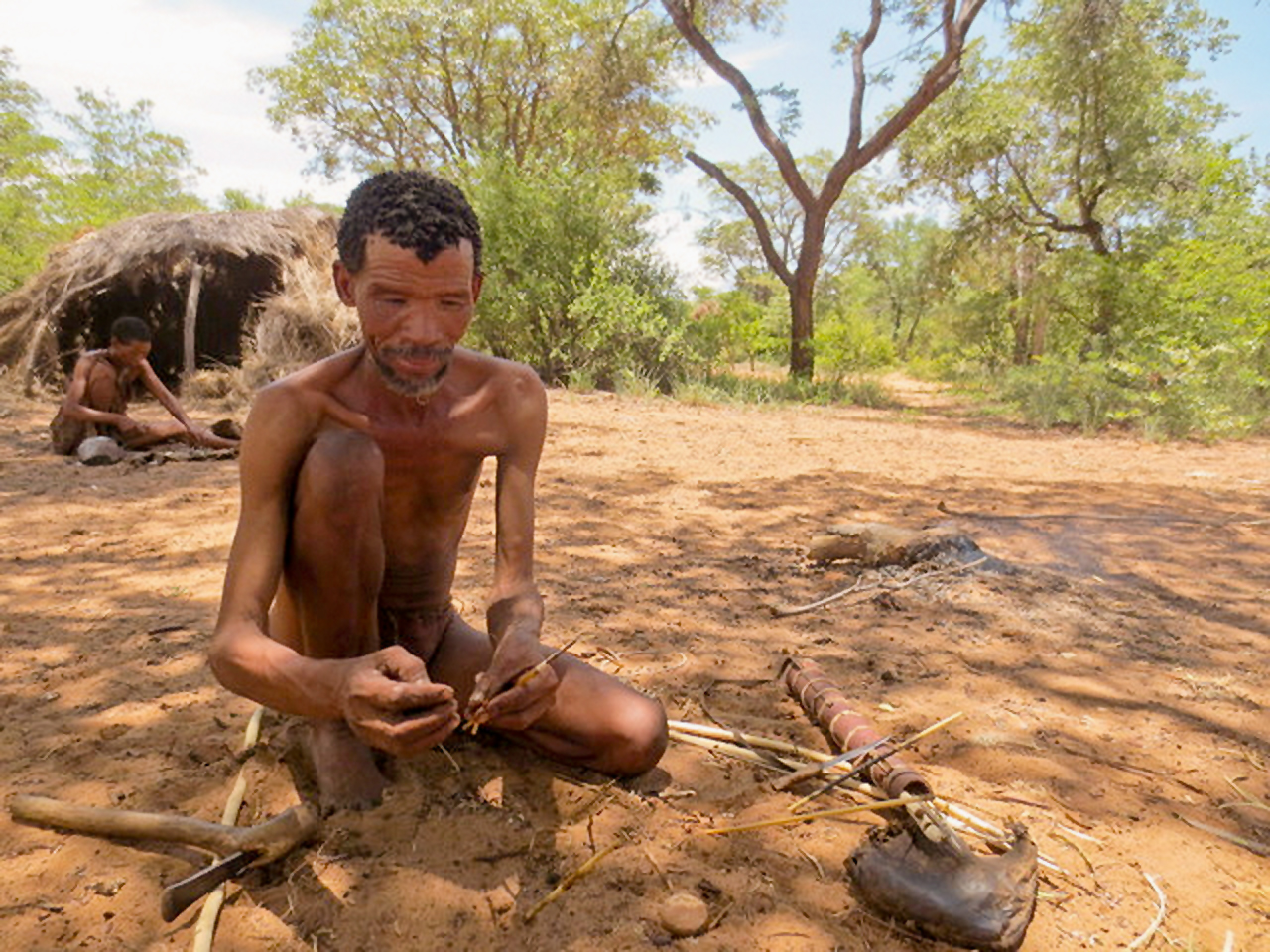
یک مرد اهل کونگ در حال انجام کارهایش

کونگ (ǃKung یا ǃXũ یا Juǀʼhoansi) مردمی در صحرای کالاهاری آفریقا هستند. 
کونگ‌ها از مردمی هستند که روش زندگی‌شان بیشتر مبتنی بر جمع‌آوری غذا* است، هرچند اخیراً برخی از مردم کونگ در دهکده‌های مجاور جامعه‌های دیگر ساکن شده و به کشاورزی، گله‌داری یا کارگری می‌پردازند. 
ریچارد لی* تحقیق انسان‌شناختی مهمی درباره این مردم انجام داده است. طبق تحقیقات او، تقریباً یک سوم الی نیمی از افراد قبیله به طور چرخشی در خانه می‌مانند و بقیه افراد برای کار خارج می‌شوند به طوری که هیچ یک، چه مرد و چه زن، بیش از سه روز در هفته کار نمی‌کنند. نقش‌های جنسیتی به صورت متقابل و متکی به یکدیگر است، مثلاً زنان برای جمع‌آوری غذا از خانه خارج شده و اطلاعاتی نیز درباره جانوران شکاری به دست می‌آورند. مردها خیلی وقت‌ها به جمع‌آوری غذا می‌پردازند ولی طبق آداب و رسوم سنتی مردان گوشت‌ها را بین افراد قبیله توزیع می‌کنند. پدرها نقشی فعال در بزرگ کردن فرزندان دارند. تربیت بچه‌ها به گونه‌ای است که رقابت و تعرض تشویق نمی‌شود. از نظر کونگ‌ها هیچ ایرادی ندارد که مردها کار زنان را انجام بدهند و برعکس.. 
کونگ‌هایی که در دهکده‌های مجاور جامعه‌های دیگر ساکن شده‌اند بیشتر به کارهای کشاورزی، گله‌داری یا کارگری مزدبگیر می‌پردازند و جمع‌آوری غذا بسیار کمرنگ شده است. به همین علت زندگی زنان بیشتر به خانه محدود شده است. گله‌داری نیز سبب شده است پسرها بیشتر از دخترها خارج از خانه باشند و نقش‌های جنسیتی در این عده از کونگ‌ها مشخص‌تر تعریف شده و متفاوت‌تر از یکدیگر هستند..